# Милан Йокич
Милан Йокич (на сръбски: Милан Јокић) е сръбски футболист, който играе на поста полузащитник. Състезател на РФК Нови Сад.

## Кариера
На 8 юли 2021 г. Милан подписва с Царско село. Прави дебюта си на 23 юли при равенството 0–0 като домакин на Черно море.